# Parablepharismea
A Parablepharismea tengeri és brakkvízi szabadon élő anaerob csillósok osztálya, mely a Sal egyik obligát anaerob kládját alkotja a Muranotrichea és az Armophorea mellett.
Közepes vagy nagy, nyújtott csillósok csónak alakú körvonallal és dikinetidákból eredő azonos testi csillókkal posztciliodezmák nélkül. Szájcsillószerkezete kétrészes parorális membránból és adorális membranellumzónából áll. Vastag prokariótaektoszimbionta-rétege és citoplazmatikus endoszimbiontái vannak. Mikrooxikus tengeri és brakkvízi környezetekben él.
A Parablepharismea a mélytengeri Cariacotrichea rokona lehet.

## Történet
A Parablepharismát Kahl írta le 1932-ben. Első leírt családja a Parablepharismidae, melyet 2020 februárjában írtak le Campello-Nunes  et al. A Parablepharismidát és a Parablepharismeát 2020 júniusában írták le Rotterová  et al.
Második leírt nemzetségét, a Kahliumot szintén Campello-Nunes  et al. írták le.

## Genetika
Bár anaerob, magban kódolt mitokondriális piruvát-dehidrogenáza van, és nincs bizonyíték hidrogenoszómákban gyakori piruvát:ferredoxin-oxidoreduktázra, ezenkívül rendelkezik ATP-szintázzal, melynek bár α- és β-alegységét nem találták meg benne, γ-egysége jelen van a kládban, és a makronukleuszban található.

### Sejtlégzésre utaló gének
Egy meg nem nevezett faj I. sejtlégzési komplexe 13 részéből 9, szukcinát-dehidrogenáza 2 részéből 1, citokróm c-reduktáza 3 részéből 2, citokróm c-oxidáza 5 részéből 2, ATP-szintáza 6 részéből 2, a citromsavciklus 8 enzimjéből 1 található meg mitokondriumában.

## Rendszertan
Első rendje a Parablepharismida, első családja a Parablepharismidae. A Parablepharisma 5, a Kahlium 1 ismert fajt tartalmaz, utóbbi egyetlen faja a szegmentált parorális területű és csavart hátulsó részű K. chlamydophorum.
Elsősorban 18S rRNS alapján írták le molekulárisan, így számos faja filogenetikai helyzete ismeretlen, de az ismert, hogy a Sal tagja.

## Evolúció
Zhang  et al. molekuláris órája szerint a Muranotricheától mintegy 712 millió évvel ezelőtt vált külön, míg Jiang  et al. 2024-es tanulmánya szerint az Armophoreától vált külön 884 millió évvel ezelőtt. MRO-ja feltehetően a Muranotricheában és az Oligohymenophorea anaerob fajaiban lévő és az Armophoreában lévő közti átmenet: mindkét kládhoz hasonlóan rendelkezik mtDNS-sel.

## Morfológia
MRO-iban nem emelkednek ki jelentősen cristák, vagyis anyagcseréjük a Muranotricheáénál jobban redukált; azonban ezek maradványai fennmaradtak.

## Ökológia
A Parablepharisma szimbiontái diagnosztikai jellemzőként használható: például a Parablepharisma bacteriophora és a Parablepharisma brasiliensis hengeres ektoszimbionta baktériumokkal rendelkezik, melyek transzverzálisan helyezkednek el a kérgen, míg a Parablepharisma granulata longitudinálisan kapcsolódó szimbiontákkal rendelkezik. Nem ismert, hogy van-e fajspecifikus szimbiontája.
Fagotróf.

## Fordítás
Ez a szócikk részben vagy egészben  a   Parablepharismea című angol Wikipédia-szócikk ezen változatának fordításán alapul.  Az eredeti cikk szerkesztőit annak laptörténete sorolja fel. Ez a jelzés csupán a megfogalmazás eredetét és a szerzői jogokat jelzi, nem szolgál a cikkben szereplő információk forrásmegjelöléseként.